# Сражение в долине Сузы
Сражение в долине Сузы — сражение между франками и лангобардами, произошедшее в 754 году.
Пипин Короткий сумел свергнуть последнего короля династии Меровингов Хильдерика III и сам стал королем как де-юре, так и де-факто. Поддержка, которую Пипин получил от папства в этом деле, стала решающей. Вскоре была предпринята попытка ослабить Пипина, настроив против него его брата Карломана. Из-за угрозы, которую этот шаг представлял для нового короля франков, соглашение между Пипином и папой Стефаном II, в это время находившимся в Галлии, урегулировало, что в обмен на формальное королевское помазание и дарование ему и его сыну титула «патриция римлян», Пипин должен был вторгнуться в Италию. 
Весной 754 года франкская армия быстро прошла через Лионне и Вьен и прибыла в долину Сен-Жан-де-Мариенн. В свою очередь, лангобардский король Айстульф двинулся со всей своей армией в долину Сузы. Там он устроил основной лагерь и стал дожидаться противника.
Главные силы франкской армии не могли пройти через ущелья или горные вершины Альп, но небольшой группе, с трудом, через горы, удалось проникнуть в долину Сузы. 

Узнав об этом, лангобардский король Айстульф призвал всех лангобардов вооружиться и с большой наглостью, со всей своей армией, выступил против франков. Франки увидели, что ни их число, ни все их усилия не могут им помочь, поэтому, они воззвали к Богу и вознесли молитву блаженном апостолу Петру. Затем началась битва, в которой обе стороны сражались с неистовством. Но когда король Айстульф увидел, какие потери терпит его армия, то он повернул и бежал. В этой битве он потерял почти всю свою армию, которую только смог собрать, вместе с графами и герцогами и всеми лучшими людьми из народа лангобардов. Он сам едва сумел бежать через горы и прибежал в Павию лишь с горсткой людей.— Продолжатели Фредегара
После победы франки многочисленными колоннами двинулись к Павии, по пути грабя и разоряя земли Италии, пока полностью не опустошили всю эту область, разрушив многие лангобардские крепости. После того как франки осадили Павию, Айстульф был вынужден принять договор, который требовал выдачи заложников и территориальных уступок. 